# 日本末梢神経学会
日本末梢神経学会（にほんまっしょうしんけいがっかい、英；Japanese Peripheral Nerve Society）は、末梢神経に関する基礎・社会・臨床医学の進歩発展を図ることを目的とする日本の学術団体であり（会則２条）、学術集会を開催し、機関誌「Peripheral Nerve（末梢神経）」を発行する（会則３条）。事務局は新宿区である。

## 沿革
1990年9月1日に第１回末梢神経研究会が名古屋キャッスルホテルで開催された。
2001年8月25日に日本末梢神経学会と改称し、大阪で第12回末梢神経研究会を開催した。

## その他
2021年11月30日の時点では、「学会名鑑」というインターネット上データベースに日本末梢神経学会は掲載されていない。